# Obrejița, Vrancea
Obrejița este satul de reședință al comunei cu același nume din județul Vrancea, Muntenia, România.